# Ischyja albata
Ischyja albata là một loài bướm đêm trong họ Noctuidae.

## Hình ảnh

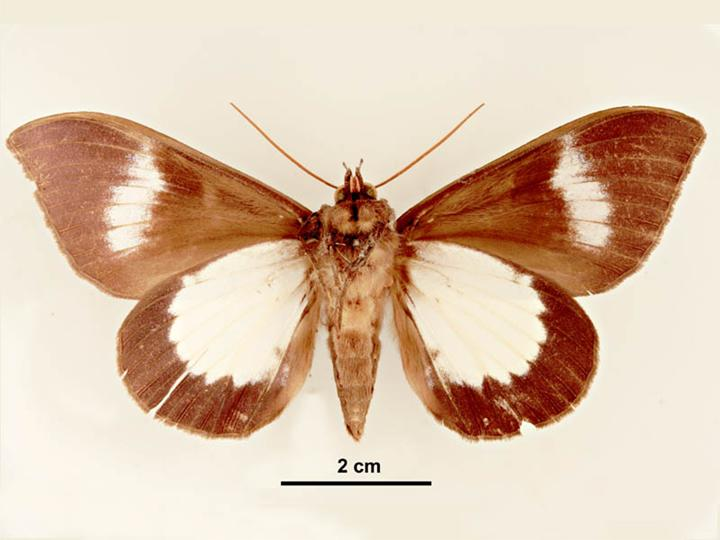
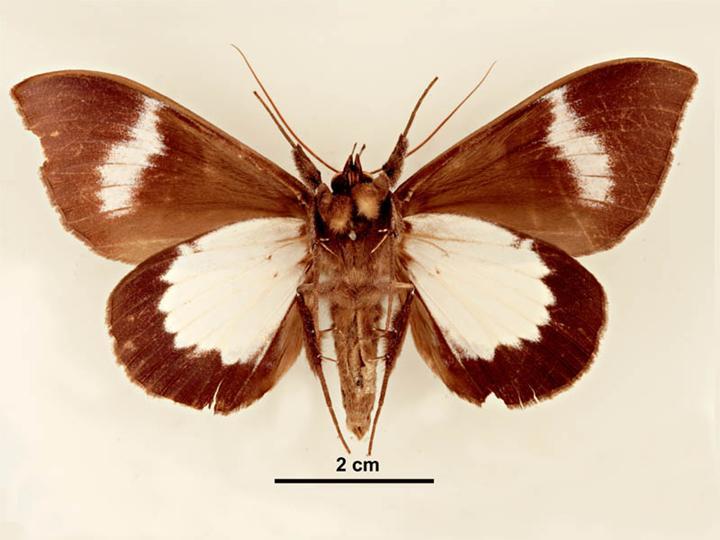